# عامر الشمالية
عامر الشمالية هي قرية وجماعة قروية تقع في إقليم سيدي سليمان بجهة الرباط سلا القنيطرة، المغرب، وبلغ عدد سكانها 19369 نسمة حسب الإحصاء العام للسكان والسكنى لسنة 2014.